# 보두앵 국왕 경기장
보두앵 국왕 경기장(프랑스어: Stade Roi Baudouin 스타드 루아 보두앵[*], 네덜란드어: Koning Boudewijnstadion 코닝 바우더베인스타디온[*])은 벨기에 브뤼셀 북서부에 있는 종합 경기장이다. 경기장 이름은 벨기에의 전 국왕인 보두앵 국왕에서 유래된 이름이다.
1930년 8월 23일 벨기에 건국 100주년 기념으로 건립되었으며 처음엔 주빌리 경기장(프랑스어: Stade du Jubilé 스타드 뒤 쥐빌레[*], 네덜란드어: Jubelstadion 유벨스타디온[*])이라고 불렸다. 제2차 세계 대전 이후에는 경기장이 위치한 지역의 이름을 따라 에젤 경기장(프랑스어: Stade du Heysel 스타드 뒤 에젤[*], 네덜란드어: Heizelstadion 헤이젤스타디온[*])이라는 이름이 널리 쓰이게 되었다.
1958년, 1966년, 1974년, 1985년 유러피언컵 결승, 및 1964년, 1976년, 1980년 UEFA 컵위너스컵 결승전이 열렸다. 1958년에 66,000명 이상을 수용한 것이, 기록된 최대의 관객수이다.
이 경기장이 더 유명해진 것은 1985년 5월 29일에 일어난 에젤 참사 때문이었다. 그 사건 이후 보두앵 국왕 경기장은 한동안 육상 경기 목적으로만 사용되었다. 1995년 헤이젤 참사 10주년을 맞아 보수 공사가 끝났다. 공사 비용은 150억 BFr(1995년 당시에는 5,000만 달러)이었다.

## 기록

### 2002년 FIFA 월드컵 유럽 지역 예선
| 날짜             | 팀 1   | 스코어 | 팀 2       | 라운드     |
| ---------------- | ------ | ------ | ---------- | ---------- |
| 2000년 9월 2일   | 벨기에 | 0 - 0  | 크로아티아 | 6조        |
| 2001년 2월 28일  | 벨기에 | 10 - 1 | 산마리노   | 6조        |
| 2001년 6월 2일   | 벨기에 | 3 - 1  | 라트비아   | 6조        |
| 2001년 9월 5일   | 벨기에 | 2 - 0  | 스코틀랜드 | 6조        |
| 2001년 11월 10일 | 벨기에 | 1 - 0  | 체코       | 플레이오프 |

## 같이 보기
- 헤이젤 참사